# Invasions mongoles d'Anatòlia
Les invasions mongoles d'Anatòlia van ocórrer en temps diversos, començant amb la campanya de 1241–1243 que va culminar amb la batalla de Köse Dağ. Els mongols van exercir poder efectiu sobre Anatòlia des que els seljúcides es rendissin el 1243 fins a la caiguda d'Il-kanat l'any 1335. Com que el sultà seljúcida es va rebel·lar diversos cops, el 1225 els mongols van escombrar l'Anatòlia central i oriental. La guarnició era prop d'Ankara. La invasió de Tamerlà de vegades és considerada l'última invasió d'Anatòlia per part dels mongols. Encara es poden visitar les restes del patrimoni cultural mongol a Turquia, entre les quals hi ha les tombes d'un governador mongol i un fill de Hulagu.
A finals del segle xiv, la major part d'Anatòlia estava controlada per diversos beilicats d'Anatòlia a causa de la caiguda de la dinastia seljúcida a Rum. Els beilicats turcs estaven sota el control dels mongols a través de soldans seljúcides en declivi. Els beilicats no encunyaven monedes en nom dels seus líders mentre eren sota el protectorat dels il-kànides. El dirigent otomà Osman I va ser el primer governador turc en encunyar monedes en nom seu durant la dècada de 1320, en existir-ne amb la llegenda "Encunyada per Osman fill d'Ertuğrul". Com que l'encunyament era una prerrogativa acordada en pràctiac islàmica només per ser un sobirà, es pot considerar que els otomans es van independitzar dels kans mongols.

## Primeres relacions

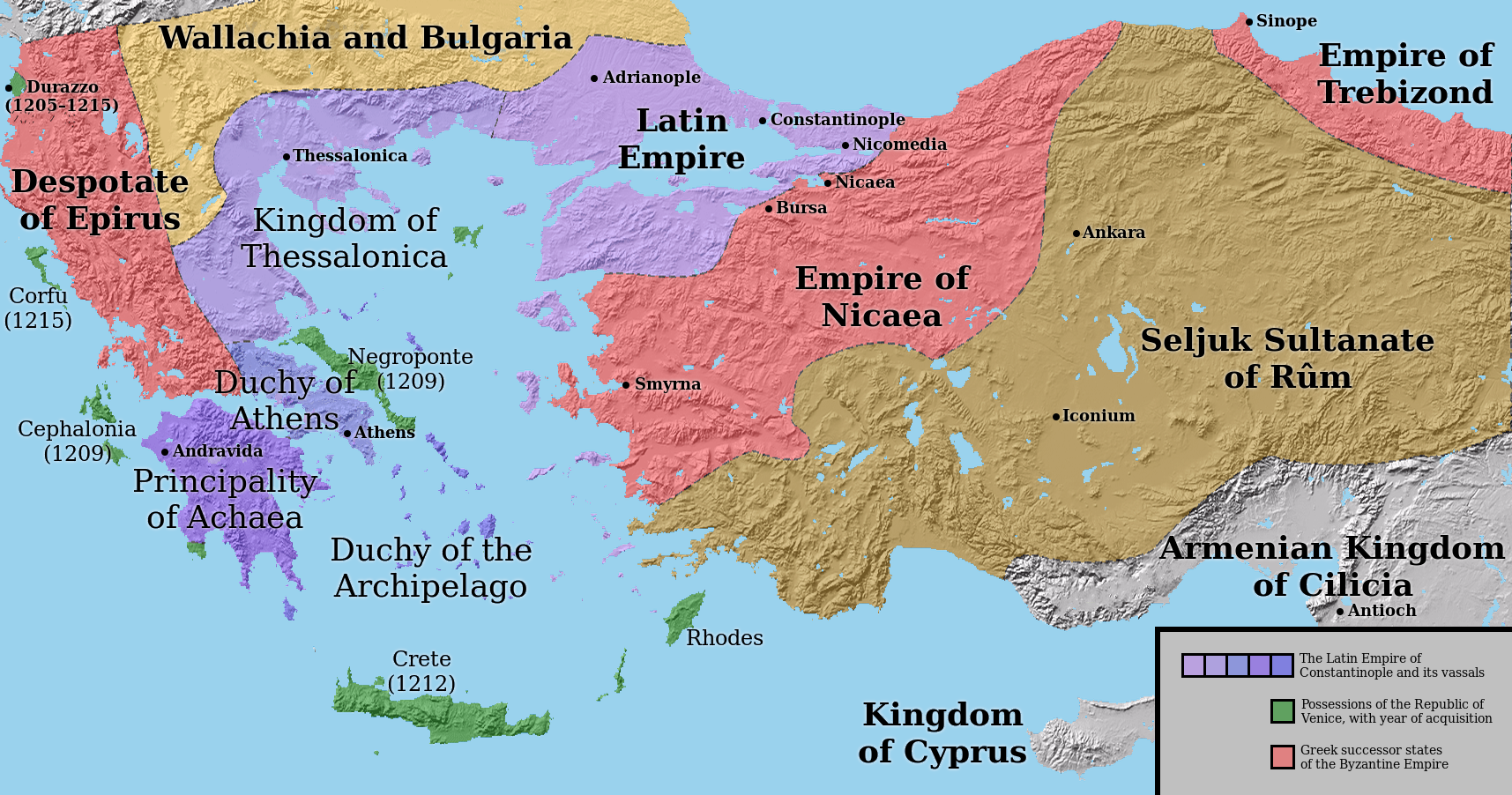
Partició de l'Imperi Romà d'Orient en l'Imperi Llatí, l'Imperi de Nicea i el Despotat de l'Epir abans de la conquesta mongola.

El segle xii l'Imperi Romà d'Orient va restablir el control a l'Anatòlia occidental i septentrional. Després del saqueig dels croats llatins de Constantinoble l'any 1204, es van establir dos estats successors de l'Imperi Romà d'Orient: l'Imperi de Nicea i el Despotat de l'Epir. Se'n va crear un tercer, l'Imperi de Trebisonda, poques setmanes abans del saqueig de Constantinoble d'Aleix I de Trebisonda. D'aquests estats successors, Trebisonda i Nicaea eren prop de l'Imperi Mongol. El control d'Anatòlia llavors estava partit entre els estats grecs i el Soldanat de Rum, i les possessions romanes minvaven gradualment.
L'Imperi Mongol va conquerir Pèrsia el 1230; Chormaqan en va esdevenir el governador militar. Llavors, no hi havia hostilitats amb els turcs seljúcides. 'Ala al-Din Kayqubad I i el seu successor immediat Giyath al-Din Kaykhusraw II van jurar un vot de vassallatge amb el pagament d'almenys un tribut al Gran Khan Ogodei. Tanmateix, el 1238 van atacar part del Regne d'Armènia, que era un vassall del Soldanat de Rum.
Ogodei va morir el 1241, i Kaykhusraw va aprofitar l'oportunitat per repudiar el seu vassallatge, creient que era prou fort per resistir els mongols. El successor de Chormaqan, Baidju, el va avisar per renovar la seva submissió; anar a Mongòlia presencialment, donar hostatges, i acceptar un darugha mongol. Quan el sultà ho va refusar, Baidju va declarar la guerra. Els seljúcides van envair el Regne de Geòrgia, part de l'Imperi Mongol.

## Caiguda de Karin
L'exèrcit de Baidju va atacar Karin en relació amb la desobediència de Kaykhusraw el 1241. Abans d'atacar, Baidju els va demanar la submissió. Els habitants de la ciutat van insultar l'enviat mongol que hi havia enviat. Com que la ciutat va decidir resistir i desafiar la diplomàcia mongola, els mongols la van assetjar. En dos mesos, els mongols van prendre Karin i van castigar els seus residents. Conscients del poder seljúcida a Anatòlia, Baidju va retornar a la plana de Mugan sense avançar més.

## Campanya a Erzurum
Baidju va avançar a Erzurum amb un contingent de guerres georgians i armenis sota Awag i Shansheh el 1243. Van assetjar la ciutat d'Erzurum quan el seu governador Yakut es va negar a rendir-se. Amb la força de dotze catapultes, Baidju va atacar Erzurum. Quan va rebre les notícies de l'atac a Erzurum, Kaykhusraw va reunir les seves forces armades a Konya. Va acceptar el desafiament enviant un missatge de guerra, i dient a Baidju que el seu exèrcit només havia pres una de les seves moltes ciutats.

## Köse Dağ

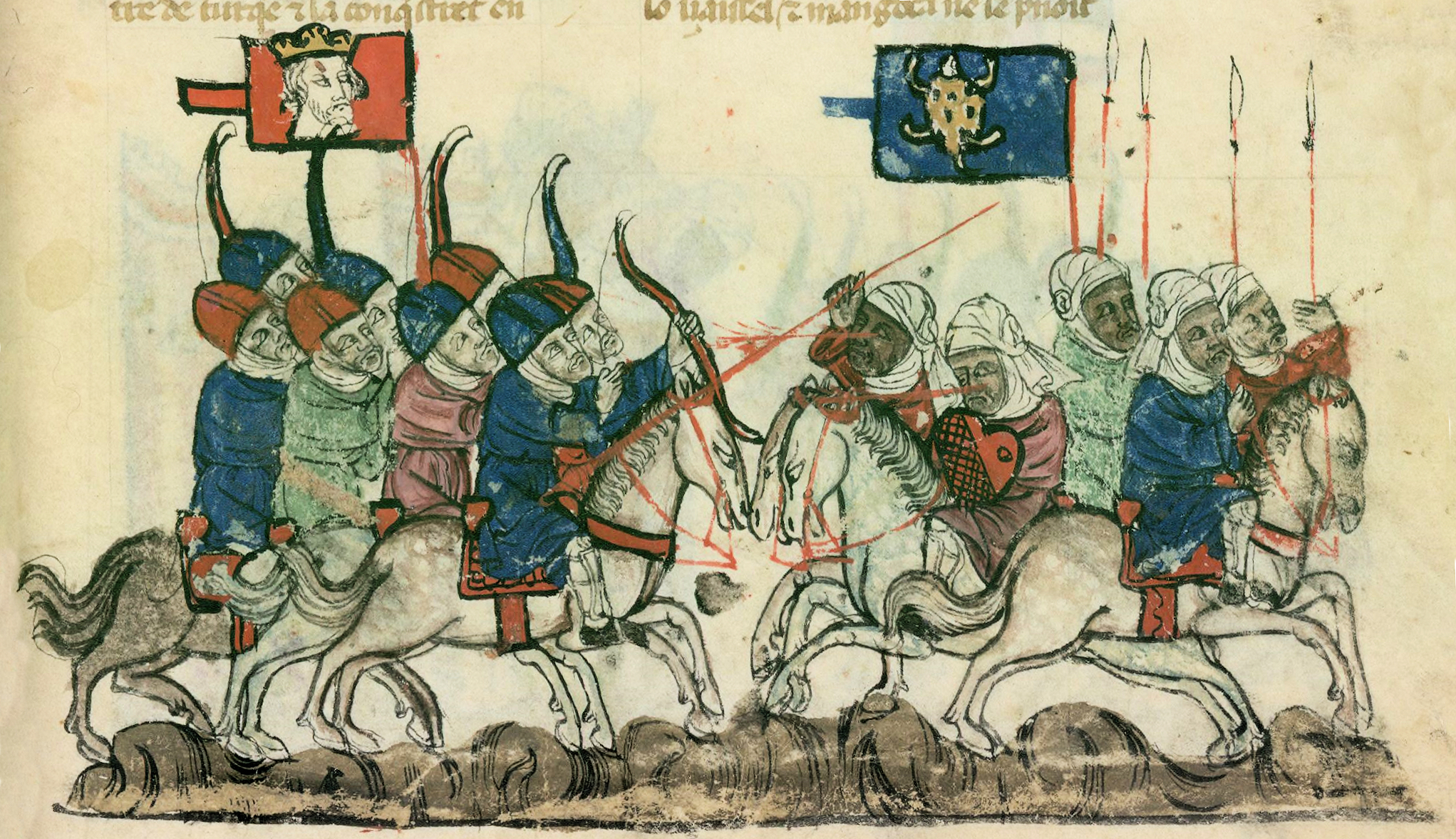
L'exèrcit mongol persegueix els seljúcides a la batalla de Köse Dağ el 1243.

El sultà seljúcida es va aliar amb totes les nacions que l'envoltaven. El Rei de la Petita Armènia (Regne Armeni de Cilícia) va prometre enviar-li un contingent; tanmateix, no és clar si realment iniciar un atac contra els mongols. Kaykhusraw va rebre suport militar de l'Imperi de Trebisonda i del sultà aiúbida, i els mercenaris francs van participar en la campanya. A causa de la poca informació fiable, és difícil mesurar el nombre de tropes opositores, si bé se sap que la força seljúcida era més nombrosa que la mongola.
Kaykhusraw va avançar des de Konya més de 300 km cap a Köse Dağ. L'exèrcit mongol va entrar a l'àrea el juny de 1243 i va esperar la marxa dels seljúcides i dels seus aliats. El primer estadi de la batalla no va ser decisiu. Les forces del sultà van patir més pèrdues, i va decidir de retirar-les de nit. Perseguint-lo, Baidju va rebre la submissió d'Erzinjan, Divrigi i Sivas de camí.
Els mongols van acampar prop de Sivas. Quan els mongols van penetrar a Kayseri, va decidir resistir-los. Després d'un curt període de resistència, va caure als invasors. En saber del desastre a Köse Dağ, Hethum I del Regne Armeni de Cilícia ràpidament va fer la pau amb els mongols el 1243, i va enviar el seu germà Simbaci a la cort mongola de Karakorum el 1247 per negociar una aliança amb l'emperador mongol Guyuk.

## Pau de Sivas

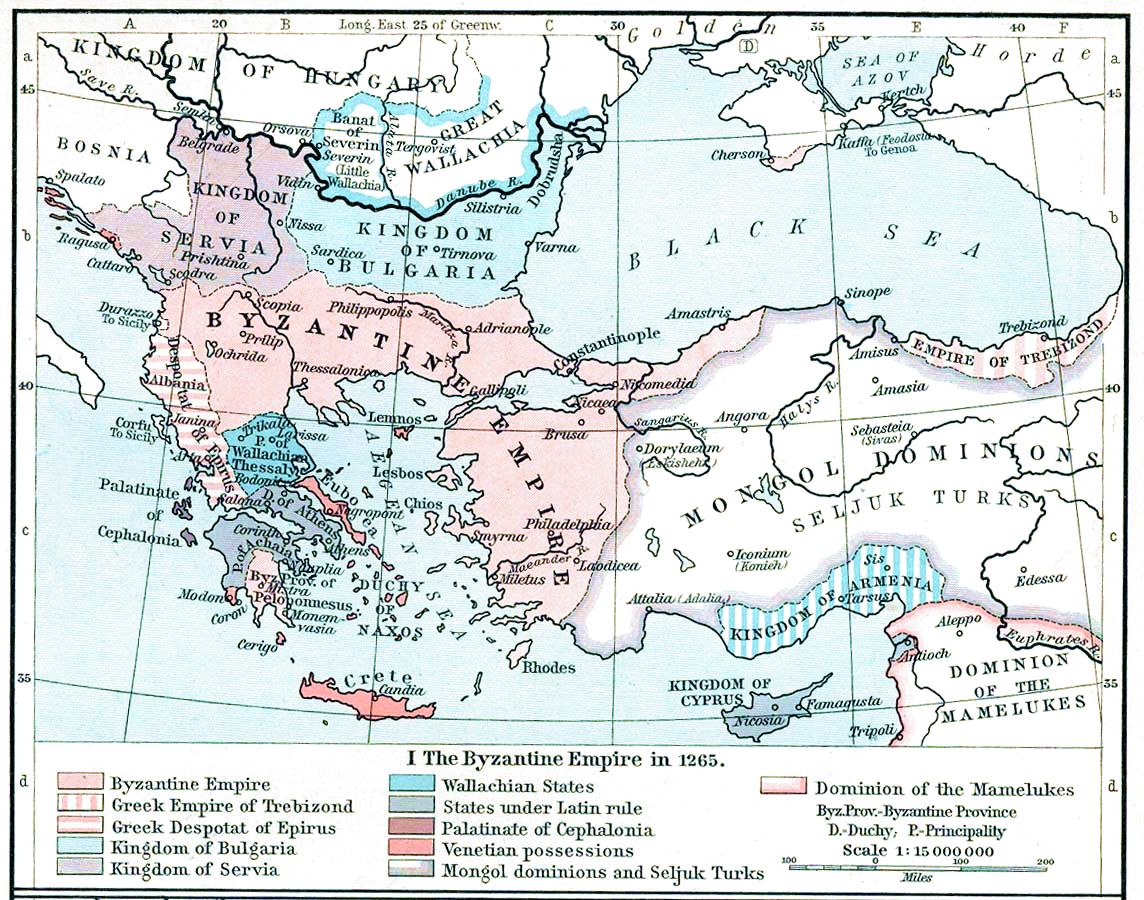
El control de l'Imperi Mongol sobre Anatòlia l'any 1265.

Kaykhusraw va enviar una delegació encapçalada pel seu visir a Baidju, adonant-se que resistir més només produiria un desastre més gran. Baidju va oferir termes basats en una resubmissió i el sultà es va comprometre a pagar un impost de tribut en or, seda, camells i ovelles de quantitats incertes. Tanmateix, el reialme turc que havia estat pres per força militar va seguir ocupat pels mongols. Gairebé la meitat del Soldanat de Rum es va convertir en un país ocupat. L'Imperi de Trebisonda va esdevenir subjecte del Qaghan de Mongòlia, tement una expedició punitiva potencial en haver-se implicat en la batalla de Köse Dağ.
A l'Imperi de Nicea, Joan III Ducas Vatatzes es va preparar per l'amenaça mongol imminent. Tanmateix, Vatatzes havia enviat representants als Qaghans Guyuk i Mongke però era per guanyar temps. L'Imperi Mongol no va causar cap dany en el seu pla per recapturar Constantinoble, en mans dels llatins, que també havien enviat un diplomàtic als mongols. Els successors de Vatatzes, els emperadors paleòlegs de l'Imperi Romà d'Orient restaurat, es van aliar amb els mongols, i els van donar les seves princeses en casaments amb kans mongols.